# Верман, Анна Гертруда
Анна Гертруда Верман (1750, Рига — 1827, там же) — меценат, основательница первого общедоступного сада в Риге (ныне Верманский парк).

## Биография
Родилась в 1750 году в Риге в семье богатого и знатного купца Самуэля Эбеля, предки которого приехали в Ригу из Швеции. Самуэль оставил детей (Анну и её младшего брата Йоахима) сиротами, их взял на попечение родственник, рижский бургомистр Депкин. В 15 лет Йоахима устроили в контору молодого купца из Любека Кристиана Генриха Вермана. Через него сестра познакомилась с будущим мужем.
В семье родилось пятеро детей, однако семейное счастье было омрачено трагической смертью двух сыновей и мужа Анны Гертруды Верман в 1813 году.
После этого вдова Верман с удвоенной силой обратилась к общественной деятельности и благоустройству, снискав симпатии горожан.
Когда в 1827 году Анна Гертруда скончалась, за её гробом шествовала огромная процессия. Дети городского сиротского дома украсили катафалк гирляндами из цветов. Павильон Верманского парка был убран траурными лентами и вплоть до Первой мировой войны два раза в неделю в парке смолкала музыка: в среду, когда Анна Верман умерла, и в субботу, день её похорон.
Вдова Верман упокоилась на рижском Большом кладбище рядом с мужем и сыновьями. На её надгробии была размещена эпитафия:
«Великодушием в уме, в делах, в словах,

Родному городу была она благословеньем.

В своей семье была она примером добродетель многих.

Её своею матерью именовали сотни.

Грядущий мир её значение ещё откроет:

В своих делах прославится она».

## Благотворительность
Познав сиротство, Анна Гертруда принимала участие в cудьбах детей, оставшихся без попечения родителей, поддерживала приюты и общества по призрению бедных, жертвовала на церковные нужды, помогала бедным студентам, многое делая анонимно, через посредников, дабы не смущать нуждающихся.
В 1817 году она была одной из первых, кто откликнулась на призыв генерал-губернатора Лифляндии, Эстляндии и Курляндии маркиза Паулуччи устроить в Риге общественный парк, пожертвовав на это 10 тысяч рублей золотом. Это была самая крупная сумма из всех собранных на благоустройство болотистого участка. Благотворительница оговорила, что территория сада не должна подвергаться разделу, продаваться частным лицам, и чтобы жители города всех сословий могли свободно отдыхать в нём. Созданный при жизни Анны Гертруды сад занимал только одну восьмую его нынешней площади.
Госпожа Верман распорядилась установить садовый домик и забор, наняла сторожа. Затем она оплатила озеленение создаваемого сада редкими породами деревьев, пригласив для этого садовника из Дессау Кристиана Вильгельма Шоха.
Он также создал большой сад с теплицами для выращивания фруктов и винограда в её имении в Задвинье (ныне Ботанический сад).
Семья Верман пожертвовала средства на строительство Петропавловской церкви в Кемери и продолжила благотворительную деятельность в Риге. В принадлежащем им доме на углу улиц Александровской и Елизаветинской проводились многочисленные общественные мероприятия. В 1930-х годах в этом здании рижская общественность чествовала приехавшего в Ригу Нобелевского лауреата писателя И. Бунина.

## Память
Верманский парк получил свое наименование в 1829 году, когда на месте построенного Анной Гертрудой в 1817 году садового домика её сын Иоганн поставил обелиск в честь матери с надписью: «Основательнице этого общественного сада, высокочтимой фрау Верман, урождённой Эбель. От тех, кто смог оценить это деяние. 1829 год».
Обелиск был разрушен во время Второй мировой войны, а в июле 2000 года восстановлен на средства рижского предпринимателя, президента компании «Man-Tess» Юлия Круминьша.
Семейный склеп на рижском Покровском кладбище, где покоится прах сына Анны Гертруды, промышленника Иоганна Кристофа Вермана, в настоящее время находится в критическом состоянии и нуждается в реконструкции.

## Семья
Брат Анны Гертруды Верман Йоахим Эбель преуспел в торговле и стал старейшиной общества Черноголовых, купцом рижской Большой гильдии. За честность и патриотизм он был избран асессором губернского магистрата в Риге. Активно занимался благотворительностью и также был неравнодушен к садово-парковому искусству, создав прекрасный сад площадью 88 га в своем имении в 4 верстах от Митавского шоссе (ныне микрорайон Риги Зиепниеккалнс, ул. Залениеку, 21). Доверившись компаньону, разорился в 1820 году и последние годы жизни (до 1823) проживал в семье сестры в имении Сидгунде под Малпилсом.
Сын, Верман, Иоганн Кристоф (Johann Christoph Wöhrmann; 06.07.1784, Рига — 21.08/02.09.1843, Франценсбад, Чехия) — младший из сыновей Анны-Гертруды, крупный промышленник и банкир. В 1849 году его сын, потомственный почётный гражданин, купец 1-й гильдии Кристиан-Генрих (IV) Вернер Верман (род. 1814, ум. 1874) получил потомственное дворянство Российской империи.